# سيم سيتي 4 رش أور
سيم سيتي 4 رش اور (بالإنجليزية: SimCity 4: Rush Hour) هي جزء من سلسلة لعبة سيم سيتي أنتجتها شركة إلكترونيك آرتس في 2003.
صممت اللعبة للحواسب الشخصية ولبلاي ستيشن 2.

## طريقة اللعب
يكون اللاعب مسؤولاً عن مدينة معينة يختارها هو ويبنيها، ويبدأ باختيار شكل المدينة التي تعجبه، وبعد ذلك يسميها ويسمي نفسه. وبعد ذلك يبني مصنع طاقة أو مصنع للكهرباء لكي يولد طاقة للبيوت والمصانع والمحلات التجارية التي ستبنى. وبعد ذلك يبني أبراج تخزين المياه ويمدد المواسير أو الأنابيب تحت الأرض لكي تصل المياه إلى المحلات والمصانع ...إلخ. وبعد ذلك يبني مصانع من النوع الخفيف وبيوت من النوع الخفيف ومحلات تجارة من نفس النوع وبعد مرور الأيام تبنى هذه المصانع فتصبح المنطقة الصناعية بها مصانع، والمنطقة الزراعية بها مزارع أشجار والمنطقة السكنية بها بيوت صغيرة والمنطقة التجارية بها محلات تجارية صغيرة. وبعد ذلك يطلب منك مسؤولو الصحة والتعليم والزراعة بناء جامعات ومدارس ومستشفيات للسكان ...إلخ.
وبعد ذلك تتطور المباني الموجودة في المدينة إلى النوع المتوسط وتستمر نفس العملية وهكذا. ثم تتطور المباني من الدرجة المتوسطة إلى الدرجة المرتفعة، وهي أعلى درجة، فتبنى المصانع الضخمة ومنها مصافي البترول ومنها المفاعلات النووية.

## وصلات خارجية
- سيم سيتي 4 نسخة محفوظة 17 يوليو 2011 على موقع واي باك مشين.